# UCI Àfrica Tour 2009-2010
L'UCI Àfrica Tour 2009-2010 és la sisena edició de l'UCI Àfrica Tour, un dels cinc circuits continentals de ciclisme de la Unió Ciclista Internacional. Està format per disset proves, organitzades entre l'1 d'octubre de 2009 i el 21 de maig de 2010 a l'Àfrica.
El vencedor final fou el marroquí Abdelati Saadoune, vencedor del Tour de Faso. La classificació per equips fou pel MTN Energade, mentre que les classificacions per països foren pel Marroc i Eritrea.

## Evolució del calendari

### Octubre de 2009
| Data | Cursa                   | Cat. | Vencedor          | Equip               |
| ---- | ----------------------- | ---- | ----------------- | ------------------- |
| 1-4  | Gran Premi Chantal Biya | 2.2  | Peter van Agtmaal | Metec               |
| 23-1 | Tour de Faso            | 2.2  | Abdelati Saadoune | Selecció del Marroc |

### Novembre de 2009
| Data  | Cursa                                           | Cat. | Vencedor                                                                              | Equip                  |
| ----- | ----------------------------------------------- | ---- | ------------------------------------------------------------------------------------- | ---------------------- |
| 4     | Campionat d'Àfrica de contrarellotge per equips | CC   | Reinardt Janse van Rensburg · Ian McLeod · Jay Robert Thomson · Christoff van Heerden | Selecció de Sud-àfrica |
| 6     | Campionat d'Àfrica de contrarellotge            | CC   | Jay Robert Thomson                                                                    | Selecció de Sud-àfrica |
| 8     | Campionat d'Àfrica en ruta                      | CC   | Ian McLeod                                                                            | Selecció de Sud-àfrica |
| 16-24 | Tour de Ruanda                                  | 2.2  | Adil Jelloul                                                                          | Selecció del Marroc    |

### Desembre de 2009
| Data  | Cursa          | Cat. | Vencedor       | Equip              |
| ----- | -------------- | ---- | -------------- | ------------------ |
| 16-20 | Tour d'Eritrea | 2.2  | Bereket Yemane | Selecció d'Eritrea |

### Gener de 2010
| Data  | Cursa                  | Cat. | Vencedor         | Equip                 |
| ----- | ---------------------- | ---- | ---------------- | --------------------- |
| 19-24 | Tropicale Amissa Bongo | 2.1  | Anthony Charteau | BBox Bouygues Telecom |

### Febrer de 2010
| Data  | Cursa            | Cat. | Vencedor      | Equip                 |
| ----- | ---------------- | ---- | ------------- | --------------------- |
| 15-26 | Tour del Camerun | 2.2  | Milan Barenyi | Selecció d'Eslovàquia |

### Març de 2010
| Data  | Cursa                 | Cat. | Vencedor           | Equip                    |
| ----- | --------------------- | ---- | ------------------ | ------------------------ |
| 7-13  | Tour de Mali          | 2.2  | Mouhssine Lahsaini | Selecció del Marroc      |
| 13-17 | Volta a Líbia         | 2.2  | Ahmed Belgasem     | Selecció de Líbia        |
| 19    | Gran Premi d'Al Fatah | 1.2  | Chris Opie         | Pendragon-Le Col-Colnago |
| 26-4  | Volta al Marroc       | 2.2  | Dean Podgornik     | Loborika                 |

### Maig de 2010
| Data  | Cursa                                         | Cat. | Vencedor            | Equip                              |
| ----- | --------------------------------------------- | ---- | ------------------- | ---------------------------------- |
| 7     | Challenge del Príncep-Trofeu del Príncep      | 1.2  | Roberto Richeze     | Betonexpressz 2000-Universal Caffé |
| 8     | Challenge del Príncep-Trofeu de l'Aniversari  | 1.2  | Mohammed El Ammouri | Selecció del Marroc                |
| 9     | Challenge del Príncep-Trofeu de la Casa Reial | 1.2  | Adriano Angeloni    | Betonexpressz 2000-Universal Caffé |
| 17-21 | Tour d'Eritrea                                | 2.2  | Natnael Berhane     | Selecció d'Eritrea                 |

### Proves anul·lades
| Data           | Prova                                              | Cat. |
| -------------- | -------------------------------------------------- | ---- |
| 9-14 de febrer | Volta a Egipte                                     | 2.2  |
| 16 de febrer   | Gran Premi de Xarm al xeic                         | 1.2  |
| 8 d'abril      | Les Challenges Phosphatiers - Challenge Khouribga  | 1.2  |
| 9 d'abril      | Les Challenges Phosphatiers - Challenge Youssoufia | 1.2  |
| 10 d'abril     | Les Challenges Phosphatiers - Challenge Ben Guerir | 1.2  |
| 20-25 d'agost  | Tour ivorià de la Pau                              | 2.2  |

## Classificacions finals
| Pos | Ciclista                       | Equip            | Punts  |
| --- | ------------------------------ | ---------------- | ------ |
| 1.  | Abdelati Saadoune (MAR)        | -                | 231    |
| 2.  | Ian McLeod (RSA)               | -                | 202,66 |
| 3.  | Mouhssine Lahsaïn (MAR)        | -                | 174    |
| 4.  | Adil Jelloul (MAR)             | -                | 154    |
| 5.  | Mohammed Said El Ammoury (MAR) | -                | 140    |
| 6.  | Anthony Charteau (FRA)         | Bouygues Telecom | 131    |
| 7.  | Christoff van Heerden (RSA)    | MTN Energade     | 107,66 |
| 8.  | Jay Robert Thomson (RSA)       | Fly V Australia  | 96,66  |
| 9.  | Dean Podgornik (SVN)           | Loborika         | 96     |
| 10. | Abdelbasset Hannachi (ALG)     | -                | 94     |

| Pos. | Equip                        | País         | Punts  |
| ---- | ---------------------------- | ------------ | ------ |
| 1.   | MTN Energade                 | Sud-àfrica   | 253,32 |
| 2.   | BBox Bouygues Telecom        | França       | 200    |
| 3.   | Loborika                     | Croàcia      | 130    |
| 4.   | Cofidis                      | França       | 112    |
| 5.   | Fly V Australia              | Austràlia    | 96,66  |
| 6.   | Tecnofilm-Betonexpressz 2000 | Hongria      | 96     |
| 7.   | Team Type 1                  | Estats Units | 68     |
| 8.   | Acqua & Sapone               | Itàlia       | 40     |
| 9.   | Team Designa Køkken          | Dinamarca    | 32     |
| 10.  | Tabriz Petrochemical         | Iran         | 29     |

| Pos | País       | Punts  |
| --- | ---------- | ------ |
| 1.  | Marroc     | 935    |
| 2.  | Sud-àfrica | 930,64 |
| 3.  | Eritrea    | 444    |
| 4.  | Namíbia    | 263,64 |
| 5.  | Tunísia    | 206    |
| 6.  | Algèria    | 159    |
| 7.  | Zimbàbue   | 137    |
| 8.  | Camerun    | 122    |
| 9.  | Líbia      | 91,98  |
| 10. | Ruanda     | 87     |

| Pos | País          | Punts |
| --- | ------------- | ----- |
| 1.  | Eritrea       | 216   |
| 2.  | Sud-àfrica    | 95,66 |
| 3.  | Tunísia       | 56    |
| 4.  | Burkina Faso  | 44    |
| 5.  | Namíbia       | 21    |
| 6.  | Camerun       | 15    |
| 7.  | Zàmbia        | 12    |
| 8.  | Zimbàbue      | 12    |
| 9.  | Costa d'Ivori | 10,66 |
| 10. | Líbia         | 7,66  |